# Scytodes humilis
Scytodes humilis là một loài nhện trong họ Scytodidae.
Loài này thuộc chi Scytodes. Scytodes humilis được Ludwig Carl Christian Koch miêu tả năm 1875.